# کراک (سازه)

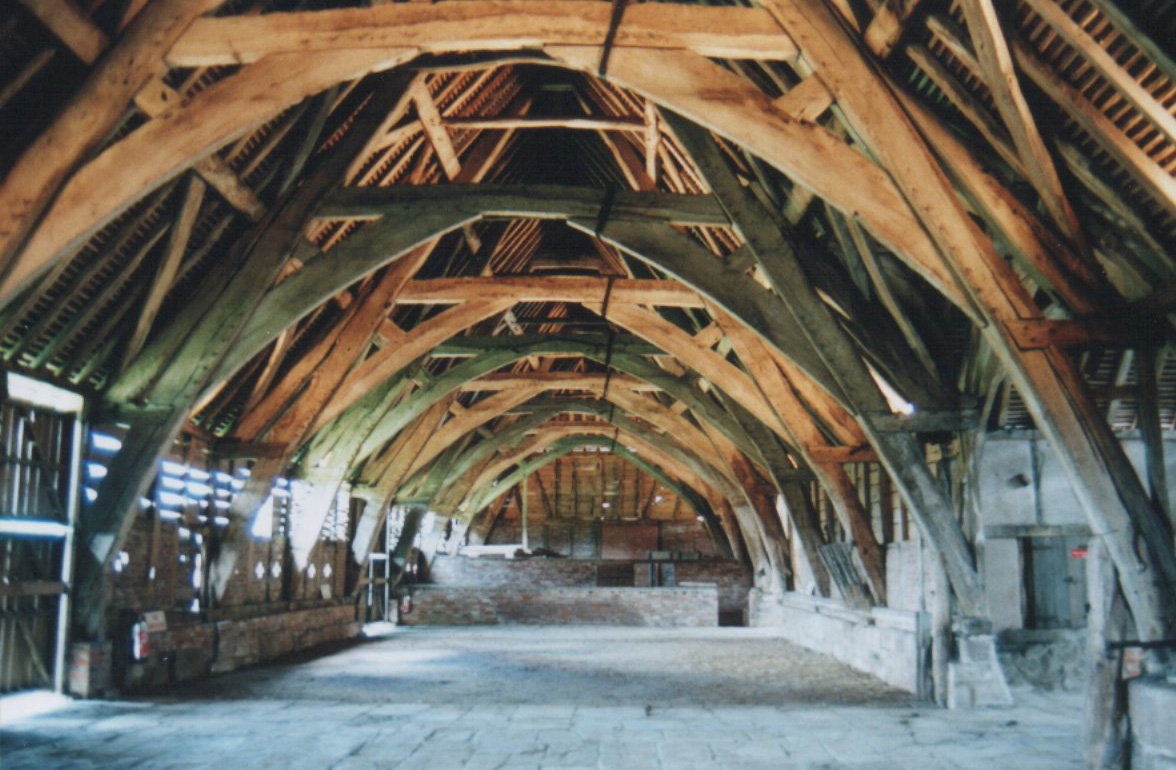

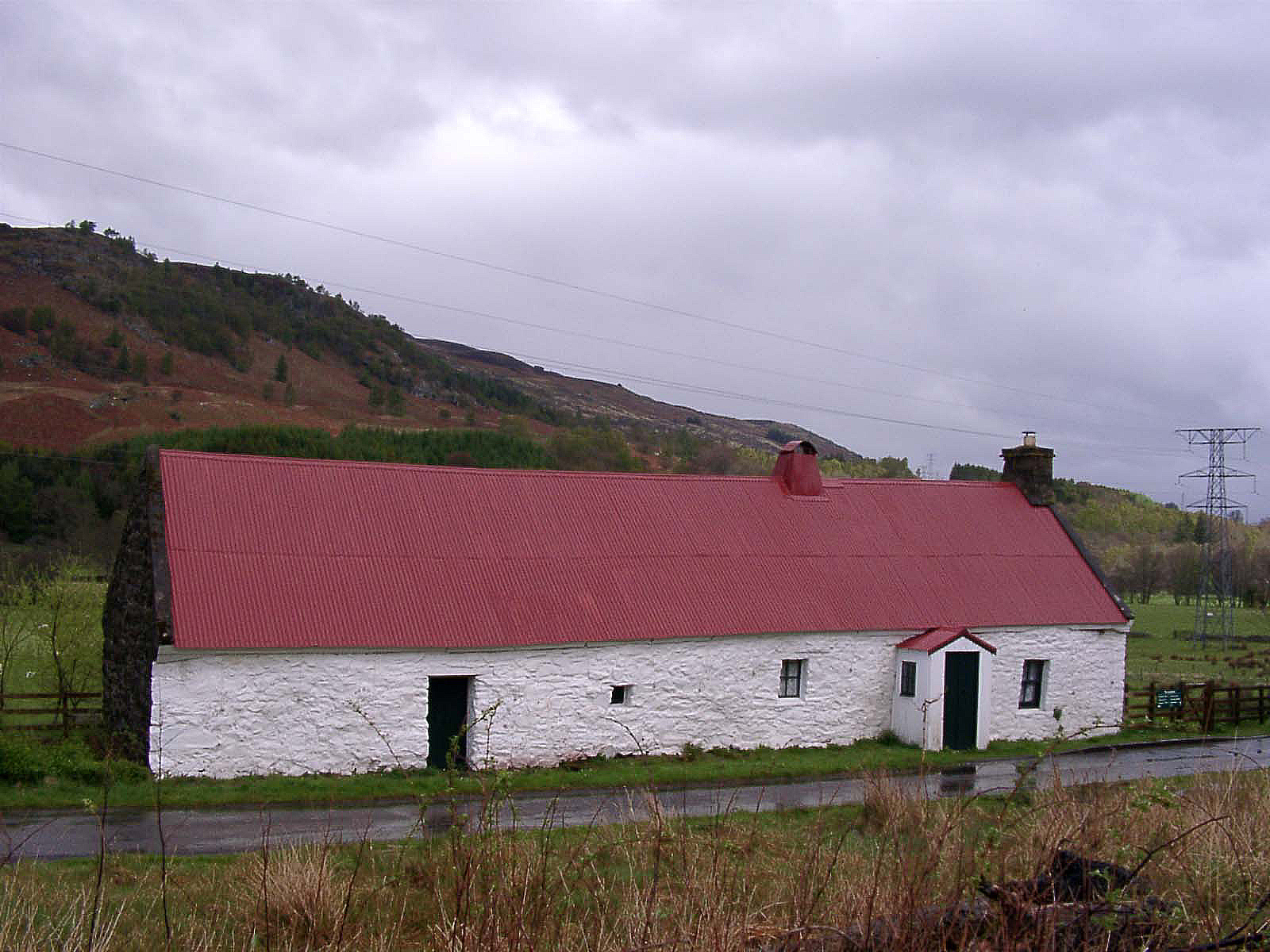

کراک (انگلیسی: Cruck) یا قاب کروک (به انگلیسی: crook frame) نوعی الوار چوبی خمیده و بلند است که دو تا از آن به عنوان تیر سازه‌ای بام ساختمان را نگه می‌داشت. از کراک مخصوصاً در معماری بومی انگلستان استفاده می‌شد. این کراک‌ها معمولاً روی زمین به هم متصل می‌شدند و سپس سر پا می‌گشتند.